# ラ・ヴィレット公園
ラ・ヴィレット公園（仏：Parc de la Villette）は、パリにある公園。19区の東側の端にあってセーヌ＝サン＝ドニ県パンタン市に接する。
パリ市内で最も大きな公園であり、ペール・ラシェーズ墓地に次いで2番目に大きな緑地帯でもある。敷地のうち33ヘクタールは緑地であり、テュイルリー公園（25.5ヘクタール）、ビュット・ショーモン公園 (25 ha)、リュクサンブール公園 (23 ha)よりも大きい。
55ヘクタールの敷地は、ナポレオン3世によって1867年に造られ、1974年まで稼働していた、かつてのラ・ヴィレット食肉処理場（屠殺場）跡である。

## 設計
ミッテラン政権下において行われたパリの再生計画「グラン・プロジェ」の一環として、ラ・ヴィレット公園のプロジェクトは始まった。1982年に国際コンペティションが行われ、471件の提案が寄せられた。その中から9つのプランが1等として選出され、実施案としてランドスケープアーキテクトで建築家でもあるベルナール・チュミの案が選ばれた。
チュミはポストモダン世代だが、空間の機能や意味に対する自律性を主張する建築家であり、ジャック・デリダと構想について議論している。
チュミのデザインは、グリッド状に配置されたフォリーによる点、プロムナードによる線、芝生や緑地による面といった抽象的要素を、別々のレイヤーとして構成し重ね合わせることで自ずと公園が浮かび上がるというダイアグラム的な手法で、そのコンセプトは都市のオープンスペースデザインを広大にしたものだった。実施案にはならなかったが、レム・コールハース率いるOMAの提示したプランも本質的にダイアグラムの手法であり、構造をレイヤーに分解するデザインの記述方法は、その後のランドスケープデザインに大きな影響を与えた。
ラ・ヴィレット公園は1989年に竣工したが、チュミのデザインは利用者の行動を歩く、走るといった単純な利用法でしか想定していなかったため、パリ市民の憩いの場としての評価は芳しいものばかりではなかった。

## 公園の構成

Plan of the Parc de la Villette.

この公園の重要な特性は、南北の眺望が決して断ち切られないことである。
ウルク運河(en)が公園のほぼ中央を東西に横断しており、2つの橋によって、南北両地区が接続されている。2008年以降、夏期には、両橋の中間に浮橋が渡され、障がい者、自転車、人の通過を容易にしている。この公園とアルスナル港との間には、サン・マルタン運河経由の観光船がある。
公園内には、視覚的なアクセントとして等間隔に赤いフォリーが配置されている。多目的ホールであるラ・グラン・オールは、かつてのラ・ヴィレット食肉処理場の構造体を再現したコンセプトになっている。公園内には他にも子供向けの屋外遊具や、「竹の庭」「水の庭」といったテーマ別の庭園がある。
北側の「科学と商工業の都市」と呼ばれるエリアには、シテ科学産業博物館があり、その前に作られた巨大な球形の視聴覚ホールラ・ジェオードが公園全体のランドマークとなっている。南側の「音楽都市」と呼ばれるエリアには、パリ国立高等コンセルヴァトワールなどの音楽芸術の教育施設や、コンサートホールが立ち並んでいる。

## 施設
開園時間
毎日午前6時から翌午前1時まで

## ギャラリー

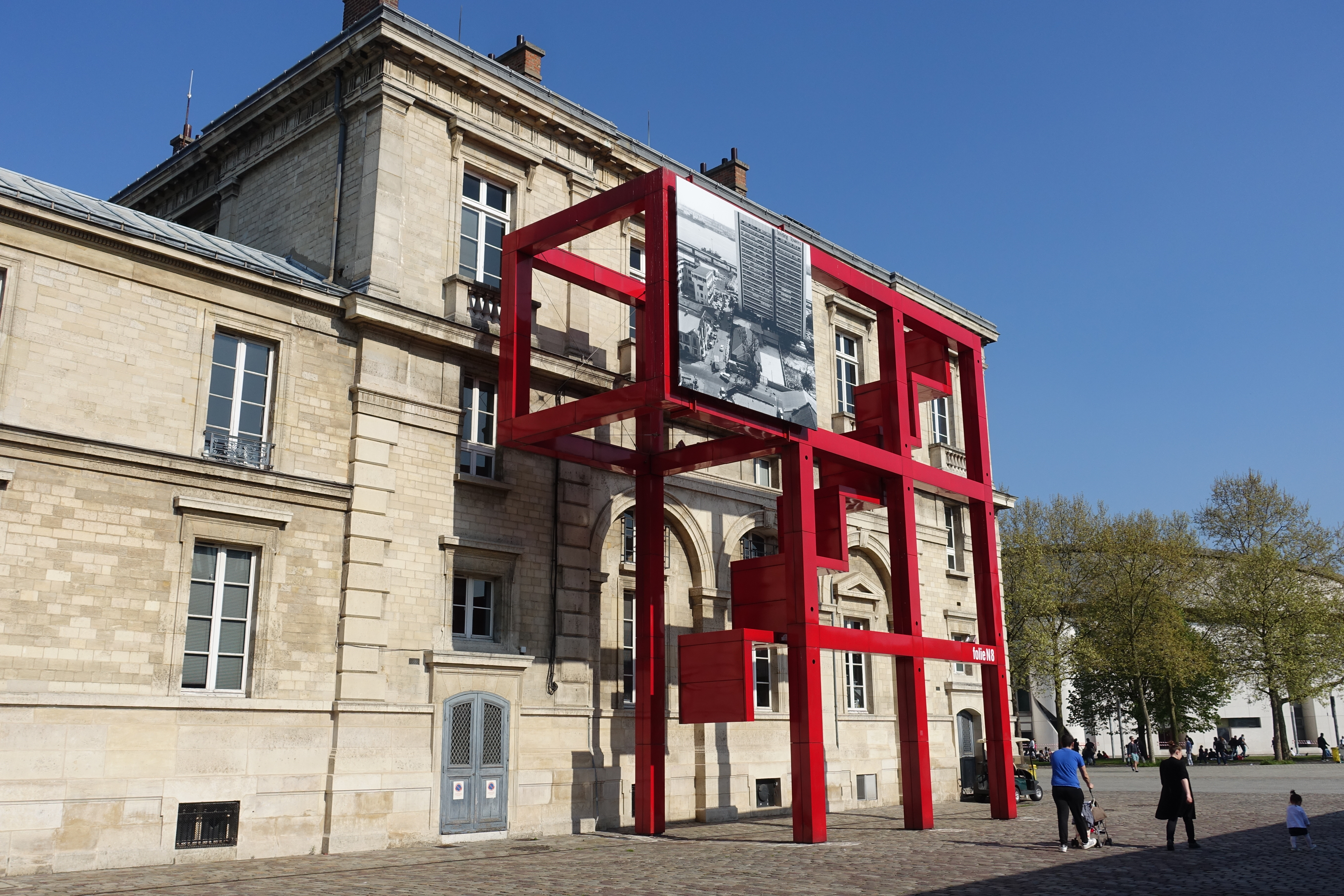
フォリー
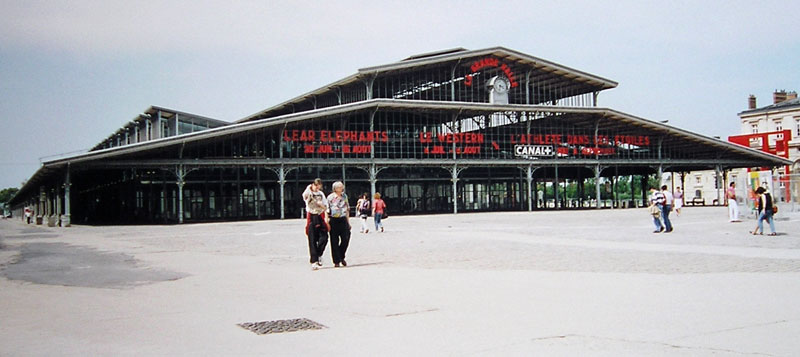
ラ・グランド・アール
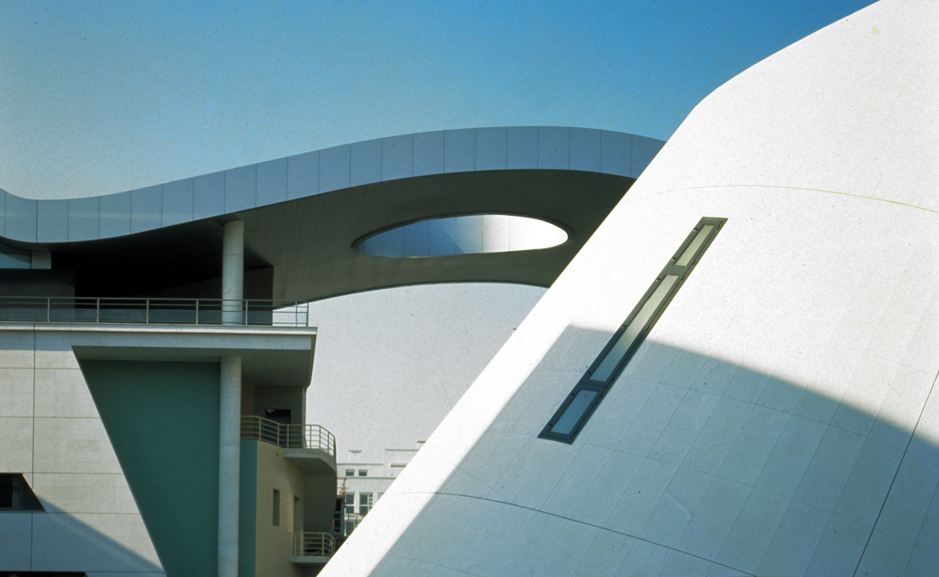
シテ・ドゥ・ラ・ミュジック（La Cité de la musique：音楽都市）からみたパリ国立高等音楽・舞踊学校
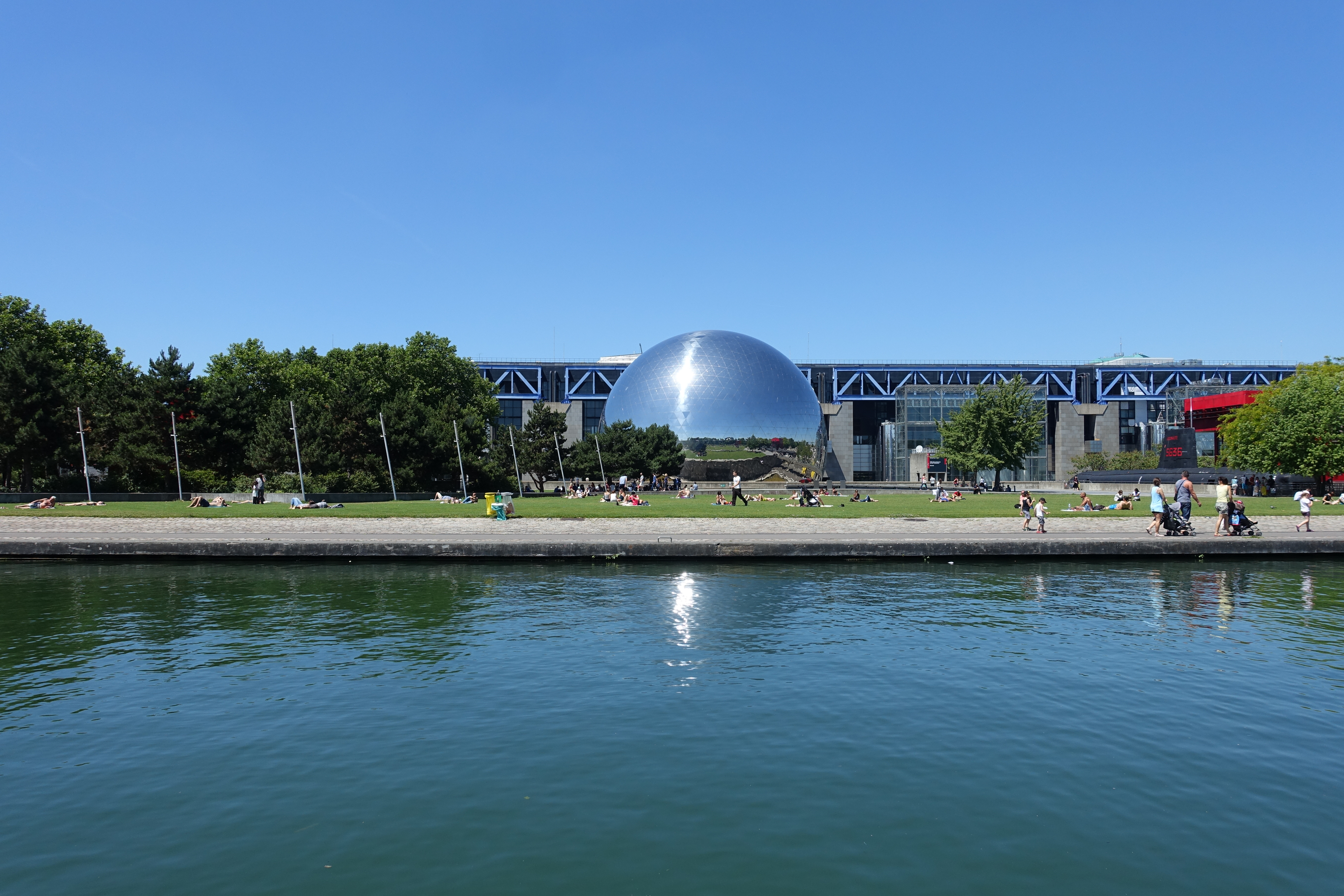
ラ・ジェオード
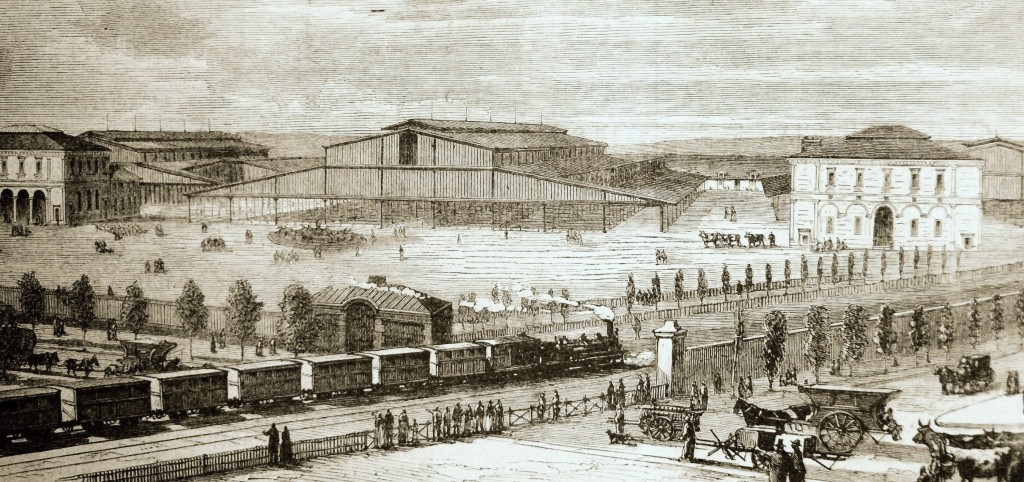
1867年当時のラ・ヴィレット食肉処理場